# Fiannamail ua Dúnchada
Fiannamail ua Dúnchada Rey de los Escotos de Dalriada desde el 698 al 700.
Nieto de Dúnchad mac Conaing e hijo Conall Cael mac Dúnchad, fallecido en Kintyre en el 681. Proviene de una rama de la Cinél Gabráin, quienes entraron en combate contra los Cenél Loairn después del asesinato de Eochaid mac Domangairt en el 697, descendiente directo de Domnall Brecc.
Toma el trono después de la expulsión de Ainbcellach mac Ferchair quien es enviado en cautiverio a Irlanda. Los Anales de Úlster nos revelan que fue asesinado dos años después, en el 700 sin duda por Selbach mac Ferchair, hermano de Ainbcellach y que posteriormente sube al trono.
En el 697, aparece como uno de los firmantes de la Lex Innocentium, promulgada por San Adomnan.
Su familia se establece en Kintyre, jugando un papel importante en la vida política de la región durante cuarenta años. En esta familia aparece un tal Becc Ua Dúnchada quien tal vez pudo ser su hermano y que será asesinado en el 707, también figura un aparente hijo Dunchad Becc, rey de Kintyre quien venció a Selbach mac Ferchair en la batalla naval de Ard Nesbi, el 6 de septiembre o de octubre del 719 y que moriría en el año 721.
Indrechtach, hijo de Fiannamail que no es reconocido como rey de Dalriada en los Anales de Ulster, fue vencido en la batalla de Druin Cathmail luego de fallecer, en el mismo año, su hermano Conall y "muchos más" en la ciudadela de Forboros, en manos del rey picto Oengus I en el 741.
| Predecesor: Ainbcellach mac Ferchair | Rey de Dalriada 698-700 | Sucesor: Selbach mac Ferchair |

|}